# Epijana cosima
Epijana cosima är en fjärilsart som beskrevs av Carl Plötz 1880. Epijana cosima ingår i släktet Epijana och familjen Eupterotidae. Inga underarter finns listade i Catalogue of Life.